# Pearl (muziekgroep)
Pearl is een muziekgroep die ontstaan is uit de talentenwedstrijd Looking For Pearl. 
De groep bestaat uit de zangeres Charlotte Buyl (en oorspronkelijk ook de danseressen Kim en Marijke). Hun eerste single, Speechless, bereikte de 21e plaats in de Vlaamse Ultratop 50. In de videoclip is te zien hoe de meisjes van Pearl tezamen met anderen in een tunnel of riool een feestje bouwen. De tweede single Like a videogame kwam op zaterdag 23 april 2011 binnen in de Vlaamse Ultratip 50 op 33. In 2011 gaat de groep verder zonder danseressen en is zangeres Charlotte solo in Pearl. De reden hiervoor is onbekend.
Na de zomervakantie van 2011 is het erg stil geworden rond de groep. Het is bovendien erg onduidelijk of er een album volgt en of de groep nog een toekomst heeft in 2012. In 2012 nam Charlotte deel aan The Voice Van Vlaanderen. In de 'Blind Auditions' koos ze voor Alex Callier.

## Discografie

### Albums
- Speechless – ep (2010)
- Like a Video Game – ep (2011)

### Singles
| Single met hitnotering(en) in de Vlaamse Ultratop 50 | Datum van verschijnen | Datum van binnenkomst | Hoogste positie | Aantal weken | Opmerkingen |
| ---------------------------------------------------- | --------------------- | --------------------- | --------------- | ------------ | ----------- |
| Speechless                                           | 13-09-2010            | 02-10-2010            | 21              | 7            |             |
| Like a video game                                    | 2011                  | 23-04-2011            | tip2            | -            |             |